# USA:s veteranminister
USA:s veteranminister (engelska: Secretary of Veterans Affairs) är chef för veterandepartementet. Veteranministern utses av USA:s president med senatens godkännande.
Av sedvana ingår ministern som ledamot i USA:s kabinett.
Av alla departementschefer är veteranministern näst sist i successionsordningen för USA:s president.

## Lista över USA:s veteranministrar
| Nr    | Bild | Namn                             | Hemdelstat           | Ämbetstid        | Ämbetstid         | Ämbetstid          | Parti | Parti          | Utnämnd av           |
| Nr    | Bild | Namn                             | Hemdelstat           | Tillträdde       | Avgick            | Varaktighet        | Parti | Parti          | Utnämnd av           |
| ----- | ---- | -------------------------------- | -------------------- | ---------------- | ----------------- | ------------------ | ----- | -------------- | -------------------- |
| 1     |      | Ed Derwinski (1926–2012)         | Illinois             | 15 mars 1989     | 26 september 1992 | 3 år och 195 dagar |       | Republikanerna | George H.W. Bush (R) |
| 2     |      | Jesse Brown (1944–2002)          | Illinois             | 22 februari 1993 | 3 juli 1997       | 4 år och 131 dagar |       | Demokraterna   | Bill Clinton (D)     |
| 3     |      | Togo West (1942–2018)            | District of Columbia | 5 maj 1998       | 10 juli 2000      | 2 år och 66 dagar  |       | Demokraterna   | Bill Clinton (D)     |
| 4     |      | Anthony Principi (född 1944)     | Kalifornien          | 23 januari 2001  | 26 januari 2005   | 4 år och 3 dagar   |       | Republikanerna | George W. Bush (R)   |
| 5     |      | Jim Nicholson (född 1938)        | Colorado             | 26 januari 2005  | 1 oktober 2007    | 2 år och 248 dagar |       | Republikanerna | George W. Bush (R)   |
| 6     |      | James Peake (född 1944)          | District of Columbia | 20 december 2007 | 20 januari 2009   | 1 år och 31 dagar  |       | Republikanerna | George W. Bush (R)   |
| 7     |      | Eric Shinseki (född 1942)        | Hawaii               | 20 januari 2009  | 30 maj 2014       | 5 år och 130 dagar |       | Partilös       | Barack Obama (D)     |
| 8     |      | Robert McDonald (född 1953)      | Ohio                 | 30 juli 2014     | 20 januari 2017   | 2 år och 174 dagar |       | Partilös       | Barack Obama (D)     |
| (tf.) |      | Robert Snyder (tf.)              | West Virginia        | 20 januari 2017  | 14 februari 2017  | 0 år och 25 dagar  |       | Republikanerna | Donald Trump (R)     |
| 9     |      | David Shulkin (född 1959)        | Pennsylvania         | 14 februari 2017 | 28 mars 2018      | 1 år och 0 dagar   |       | Partilös       | Donald Trump (R)     |
| (tf.) |      | Robert Wilkie (tf.) (född 1962)  | North Carolina       | 28 mars 2018     | 29 maj 2018       | 0 år och 62 dagar  |       | Republikanerna | Donald Trump (R)     |
| (tf.) |      | Peter O'Rourke (tf.) (född 1966) | Virginia             | 29 maj 2018      | 30 juli 2018      | 0 år och 62 dagar  |       | Republikanerna | Donald Trump (R)     |
| 10    |      | Robert Wilkie (född 1962)        | North Carolina       | 30 juli 2018     | 20 januari 2021   | 2 år och 173 dagar |       | Republikanerna | Donald Trump (R)     |
| (tf.) |      | Dat Tran (tf.)                   | Ohio                 | 20 januari 2021  | 9 februari 2021   | 0 år och 20 dagar  |       | Partilös       | Joe Biden (D)        |
| 11    |      | Denis McDonough (född 1969)      | Minnesota            | 9 februari 2021  | 20 januari 2025   | 3 år och 346 dagar |       | Demokraterna   | Joe Biden (D)        |
| (tf.) |      | Todd B. Hunter (tf.) (född ?)    | ?                    | 20 januari 2025  | 5 februari 2025   | 0 år och 16 dagar  |       | Republikanerna | Donald Trump (R)     |
| 12    |      | Doug Collins (född 1966)         | Georgia              | 5 februari 2025  | Nuvarande         | 0 år och 156 dagar |       | Republikanerna | Donald Trump (R)     |